# Йозеф Найрц
Йозеф Найрц  (нім. Josef Nairz, 5 листопада 1936) — австрійський бобслеїст, олімпійський медаліст.

## Виступи на Олімпіадах
| Олімпіада    | Дисципліна | Місце |
| ------------ | ---------- | ----- |
| Інсбрук 1964 | двійка     | 8     |
| Інсбрук 1964 | четвірка   | 2     |